# 带尾蜂鸟属
带尾蜂鸟属（学名：Lesbia）为蜂鸟科的一个属。

## 下属物种
本属包括以下物种：
- 黑带尾蜂鸟 Lesbia victoriae (Bourcier & Mulsant, 1846)
- 绿带尾蜂鸟 Lesbia nuna (Lesson, 1832)